# یواس‌اس بریلینت (آی‌دی-۱۳۲۹)
یواس‌اس بریلینت (آی‌دی-۱۳۲۹) (به انگلیسی: USS Brilliant (ID-1329)) یک کشتی است که طول آن ۷۴ فوت (۲۳ متر) می‌باشد. این کشتی در سال ۱۹۰۳ ساخته شد.